# Primarias de gobernadores regionales de Unidad Constituyente de 2020

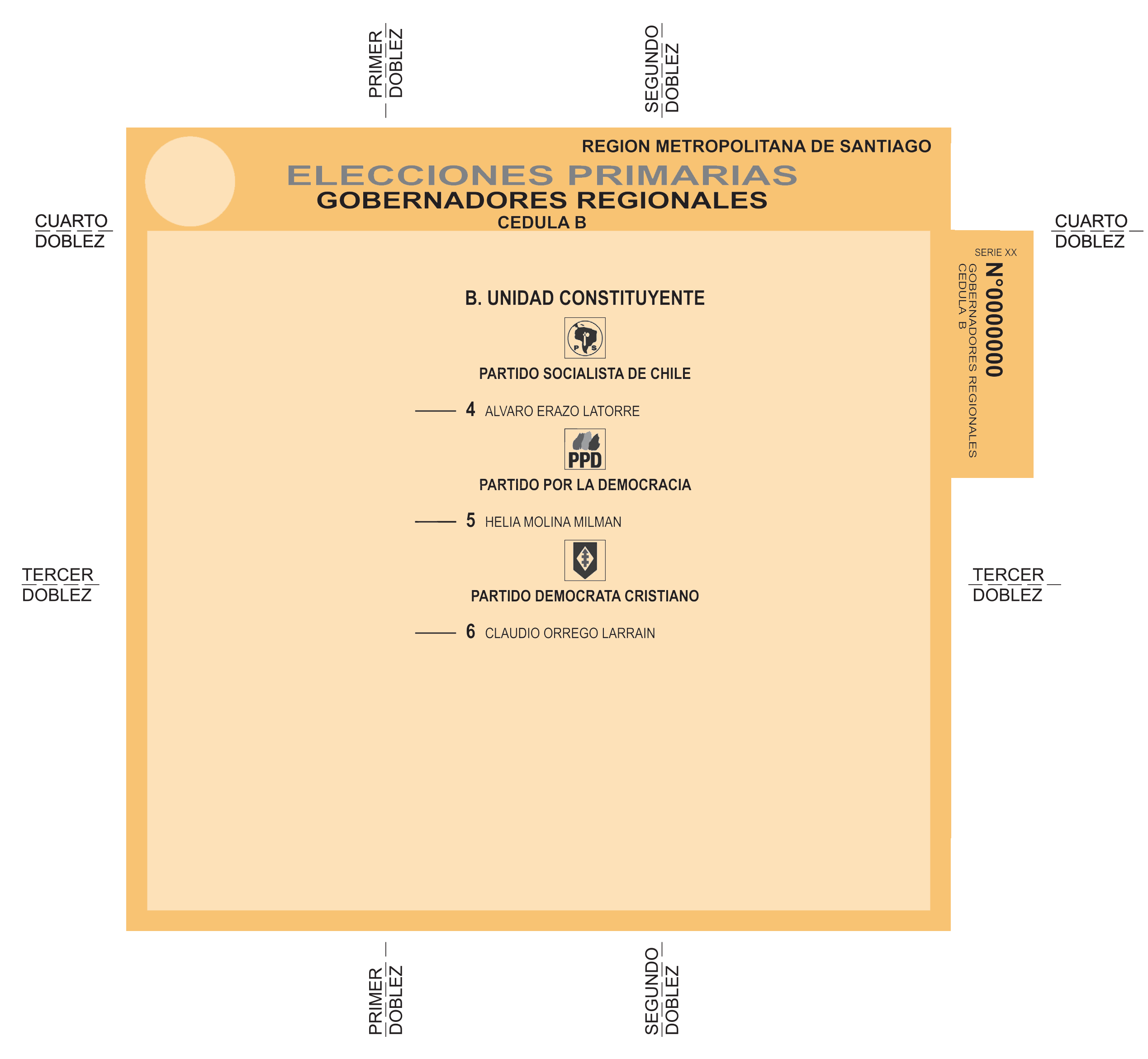
Cédula de votación utilizada en la primaria de gobernador en la Región Metropolitana, entregada exclusivamente a los militantes de partidos que conforman Unidad Constituyente.

El 29 de noviembre de 2020 se llevarán a cabo elecciones primarias de gobernadores regionales realizadas por el pacto Unidad Constituyente, conformado por la coalición Convergencia Progresista más los partidos Ciudadanos, Progresista y Demócrata Cristiano. Se realizarán de manera simultánea con las primarias inscritas por los pactos Chile Vamos y Frente Amplio. A partir de estas primarias se decidirá quiénes serán los candidatos a gobernador en las 16 regiones del país.

## Candidaturas
Dentro de los distintos grupos de oposición al gobierno de Sebastián Piñera existieron tratativas para presentar una lista conjunta de candidatos a gobernadores regionales, lo que implicaba realizar primarias de ese tipo. A pesar de las negociaciones realizadas entre Convergencia Progresista, Unidad para el Cambio y el Frente Amplio (FA) durante fines de septiembre, el acuerdo final no se logró alcanzar y el FA inscribió por separado sus primarias de alcaldes y gobernadores regionales. Por su parte, Convergencia Progresista sumó al Partido Progresista (PRO) y Ciudadanos para realizar primarias conjuntas de gobernadores; no se logró un acuerdo para realizar primarias de alcalde, las cuales podrían ser definidas mediante encuestas o primarias no legales.
El 30 de septiembre de 2020 fueron inscritas las candidaturas a las primarias ante el Servicio Electoral de Chile (Servel). La lista de candidaturas a las primarias es la siguiente:
| Región             | PS                 | PR                   | PPD             | PDC                    | Otros/Ind.                  |
| ------------------ | ------------------ | -------------------- | --------------- | ---------------------- | --------------------------- |
| Arica y Parinacota | —                  | Jacqueline Castillo  | —               | Jorge Díaz             | —                           |
| Tarapacá           | Rubén Berríos      | —                    | —               | Norma Córdova          | Marco Pérez (Ind.)          |
| Antofagasta        | —                  | —                    | —               | Arturo Molina          | Ricardo Díaz (Ind.)         |
| Antofagasta        | —                  | —                    | —               | Arturo Molina          | Valentín Volta (Ind.)       |
| Atacama            | Ruth Vega          | Gladys Cortés        | —               | —                      | Carlo Pezo (Ind.)           |
| Coquimbo           | —                  | —                    | —               | Ricardo Cifuentes      | Rodrigo Bravo (Ind.)        |
| Valparaíso         | —                  | —                    | —               | Cristián Mella         | Aldo Valle (Ind.)           |
| Metropolitana      | Álvaro Erazo       | —                    | Helia Molina    | Claudio Orrego         | —                           |
| O'Higgins          | Pablo Silva        | Fernando Verdugo     | —               | Juan Carlos Latorre    | —                           |
| Maule              | Rodrigo Hermosilla | Pablo del Río        | —               | Cristina Bravo Castro  | Alberto Martínez (CIU)      |
| Ñuble              | Óscar Crisóstomo   | Cristián Ortiz       | —               | Herex Fuentes          | Hernán Álvarez (Ind.)       |
| Biobío             | Enrique Inostroza  | Juan Sebastián Reyes | César Arriagada | Eric Aedo              | Jonatan Díaz (PRO)          |
| Araucanía          | Nora Barrientos    | —                    | Eugenio Tuma    | Eduardo Vicencio       | —                           |
| Los Ríos           | Luis Cuvertino     | Eduardo Rosas        | Marcos Cortéz   | Exequiel Silva         | —                           |
| Los Lagos          | Francisco Reyes    | Nofal Abud           | —               | Patricio Vallespín     | Leonardo de la Prida (Ind.) |
| Aysén              | Andrea Macías      | Gustavo Villarroel   | Humberto Marín  | Felipe Klein           | Luis Cortés (Ind.)          |
| Magallanes         | —                  | —                    | —               | Juan Francisco Miranda | Jorge Flies (Ind.)          |

El 5 de octubre el Servel rechazó la candidatura de Hernán Álvarez en la región de Ñuble debido a que el administrador electoral designado no firmó los documentos requeridos en la declaración de candidatura; sin embargo, el 14 de octubre de 2020 el Tribunal Electoral Regional de Ñuble aceptó la apelación y la candidatura fue finalmente inscrita.
El 7 de noviembre, Juan Carlos Latorre bajó su candidatura a gobernador regional debido a su delicado estado de salud tras haberse contagiado de Covid-19. A consecuencia de esto, la Democracia Cristiana entregó su respaldo a la candidatura del radical Fernando Verdugo.

## Resultados

### Resultados nacionales
| Partido                     | Votos   | Porcentaje | Candidatos | Nominados |
| --------------------------- | ------- | ---------- | ---------- | --------- |
| Partido Demócrata Cristiano | 103 466 | 40,65%     | 15         | 6         |
| Partido Socialista          | 57 084  | 22,42%     | 11         | 4         |
| Partido por la Democracia   | 37 175  | 14,60%     | 5          | 1         |
| Independientes              | 31 137  | 12,23%     | 10         | 5         |
| Partido Radical             | 22 057  | 8,66%      | 9          | 0         |
| Partido Progresista         | 2757    | 1,08%      | 1          | 0         |
| Ciudadanos                  | 884     | 0,35%      | 1          | 0         |
| Votos válidamente emitidos  | 254 560 | 100,00%    | 52         | 16        |

### Región de Arica y Parinacota
| Lista/Pacto                           | Partido | Votos | Porcentaje | Nominados |
| ------------------------------------- | ------- | ----- | ---------- | --------- |
| UNIDAD CONSTITUYENTE                  |         | 4.429 | 100,00%    |           |
| 1. JACQUELINE CARMEN CASTILLO ROBLERO | PR      | 1.624 | 36,67%     |           |
| 2. JORGE DIAZ IBARRA                  | DC      | 2.805 | 63,33%     | *         |

### Región de Tarapacá
| B. UNIDAD CONSTITUYENTE       |     | 4.835 | 100,00% |          |
| 3. RUBEN BERRIOS CAMILO       | PS  | 1.369 | 28,31%  |          |
| 4. NORMA CORDOVA CORREA       | DC  | 1.363 | 28,19%  |          |
| 5. MARCO ANTONIO PEREZ BARRIA | IND | 2.103 | 43,50%  | Nominado |

### Región de Antofagasta
| B. UNIDAD CONSTITUYENTE             |     | 5.848 | 100,00% |          |
| 1. ARTURO MOLINA HENRIQUEZ          | DC  | 1.927 | 32,95%  |          |
| 2. RICARDO HERIBERTO DIAZ CORTES    | IND | 2.159 | 36,92%  | Nominado |
| 3. VALENTIN HUMBERTO VOLTA VALENCIA | IND | 1.762 | 30,13%  |          |

### Región de Atacama
| B. UNIDAD CONSTITUYENTE      |     | 6.042 | 100,00% |          |
| 1. GLADYS PAOLA CORTES VARAS | PR  | 1.465 | 24,25%  |          |
| 2. RUTH VEGA DONOSO          | PS  | 1.947 | 32,22%  |          |
| 3. CARLO PEZO CORREA         | IND | 2.630 | 43,53%  | Nominado |

### Región de Coquimbo
| B. UNIDAD CONSTITUYENTE             |     | 7.575 | 100,00% |          |
| 1. RICARDO CIFUENTES LILLO          | DC  | 5.225 | 68,98%  | Nominado |
| 2. RODRIGO GONZALO BRAVO VALENZUELA | IND | 2.350 | 31,02%  |          |

### Región de Valparaíso
| B. UNIDAD CONSTITUYENTE  |     | 21.941 | 100,00% |          |
| 4. CRISTIAN MELLA ANDAUR | DC  | 10.545 | 48,06%  |          |
| 5. ALDO VALLE ACEVEDO    | IND | 11.396 | 51,94%  | Nominado |

### Región Metropolitana
| B. UNIDAD CONSTITUYENTE   |     | 84.266 | 100,00% |          |
| 4. ALVARO ERAZO LATORRE   | PS  | 18.090 | 21,47%  |          |
| 5. HELIA MOLINA MILMAN    | PPD | 21.254 | 25,22%  |          |
| 6. CLAUDIO ORREGO LARRAIN | DC  | 44.921 | 53,31%  | Nominado |

### Región de O'Higgins
| UNIDAD CONSTITUYENTE                     |    | 14.082 | 100,00% |          |
| 1. JUAN CARLOS LATORRE CARMONA           | DC | 3.393  | 24,09%  |          |
| 2. PABLO SILVA AMAYA                     | PS | 5.653  | 40,14%  | Nominado |
| 3. FERNANDO ALEJANDRO VERDUGO VALENZUELA | PR | 5.036  | 35,76%  |          |

### Región del Maule
| B. UNIDAD CONSTITUYENTE            |            | 21.155 | 100,00% |          |
| 1. CRISTINA BRAVO CASTRO           | DC         | 8.761  | 41,41%  | Nominada |
| 2. PABLO SEBASTIAN DEL RIO JIMENEZ | PR         | 6.366  | 30,09%  |          |
| 3. RODRIGO HERMOSILLA GATICA       | PS         | 5.143  | 24,31%  |          |
| 4. ALBERTO NICANOR MARTINEZ MOYA   | CIUDADANOS | 885    | 4,18%   |          |

### Región de Ñuble
| UNIDAD CONSTITUYENTE             |     | 9.931 | 100,00% |          |
| 1. OSCAR CRISOSTOMO LLANOS       | PS  | 3.851 | 38,78%  | Nominado |
| 2. HEREX FUENTES MARDONES        | DC  | 1.949 | 19,63%  |          |
| 3. CRISTIAN LEONARDO ORTIZ RUBIO | PR  | 2.043 | 20,57%  |          |
| 4. HERNAN ALVAREZ ROMAN          | IND | 2.088 | 21,03%  |          |

### Región del Biobío
| UNIDAD CONSTITUYENTE             |     | 20.454 | 100,00% |          |
| 1. ERIC AEDO JELDRES             | DC  | 7.832  | 38,29%  | Nominado |
| 2. CESAR ANTONIO ARRIAGADA LIRA  | PPD | 3.001  | 14,67%  |          |
| 3. JONATAN DIAZ HERRERA          | PRO | 2.754  | 13,46%  |          |
| 4. ENRIQUE INOSTROZA SANHUEZA    | PS  | 5.115  | 25,01%  |          |
| 5. JUAN SEBASTIAN REYES FIGUEROA | PR  | 1.752  | 8,57%   |          |

### Región de la Araucanía
| B. UNIDAD CONSTITUYENTE     |     | 17.727 | 100,00% |          |
| 1. NORA BARRIENTOS CARDENAS | PS  | 5.000  | 28,21%  |          |
| 2. EUGENIO TUMA ZEDAN       | PPD | 10.192 | 57,49%  | Nominado |
| 3. EDUARDO VICENCIO SALGADO | DC  | 2.535  | 14,30%  |          |

### Región de Los Ríos
| B. UNIDAD CONSTITUYENTE        |     | 8.870 | 100,00% |          |
| 1. MARCOS RUBEN CORTEZ MUÑOZ   | PPD | 2.349 | 26,48%  |          |
| 2. LUIS CUVERTINO GOMEZ        | PS  | 5.269 | 59,40%  | Nominado |
| 3. EDUARDO AUGUSTO ROSAS VARAS | PR  | 698   | 7,87%   |          |
| 4. EXEQUIEL SILVA ORTIZ        | DC  | 554   | 6,25%   |          |

### Región de Los Lagos
| B. UNIDAD CONSTITUYENTE                   |     | 16.629 | 100,00% |          |
| 3. NOFAL ANTONIO ABUD MAEZTU              | PR  | 2.218  | 13,34%  |          |
| 4. FRANCISCO REYES CASTRO                 | PS  | 4.061  | 24,42%  |          |
| 5. PATRICIO VALLESPIN LOPEZ               | DC  | 8.472  | 50,95%  | Nominado |
| 6. LEONARDO PATRICIO DE LA PRIDA SANHUEZA | IND | 1.878  | 11,29%  |          |

### Región de Aysén
| B. UNIDAD CONSTITUYENTE              |     | 4.354 | 100,00% |          |
| 1. FELIPE KLEIN VIDAL                | DC  | 1.166 | 26,78%  |          |
| 2. ANDREA MACIAS PALMA               | PS  | 1.580 | 36,29%  | Nominado |
| 3. HUMBERTO MARIN LEIVA              | PPD | 397   | 9,12%   |          |
| 4. GUSTAVO ADOLFO VILLARROEL PINILLA | PR  | 858   | 19,71%  |          |
| 5. LUIS AMERICO CORTES HERNANDEZ     | IND | 353   | 8,11%   |          |

### Región de Magallanes
| UNIDAD CONSTITUYENTE           |     | 6.503 | 100,00% |          |
| 1. JUAN FRANCISCO MIRANDA SOTO | DC  | 2.084 | 32,05%  |          |
| 2. JORGE MAURICIO FLIES AÑON   | IND | 4.419 | 67,95%  | Nominado |